# الجنسنة والاستغلال الجنسي في البوب الكوري
يصبح البوب الكوري والذي كان قبل ذلك نوعا موسيقيا متحفظا جنسيا أكثر على مدار الزمن. هذا يرجع جزئياً إلى عولمة القرن الحادي والعشرين وظهور مقاطع الفيديو الموسيقية على وسائل التواصل الاجتماعي، وعلى وجه التحديد يوتيوب. تم تبني البوب الكوري بواسطة نظام الأيدولز الياباني في التسعينيات، والذي جلب معه النظرة الذكورية الغربية وثقافة لوليتا التي تحولت في النهاية إلى ظاهرة عالمية على مدى فترة زمنية مدتها عشرين عامًا. يتم «تشكيل» أيدولزالبوب الكوري بهدف تحسين الأرباح ومن خلال تلبية رغبات المعجبين. بشكل عام يتبع الأيدولز من الذكور والإناث الصفات الأنثوية والذكورية القياسية على النحو المحدد في النظام الأبوي لكوريا الجنوبية مع إضافة مع واجهة/هيئة مرغوبة عالميًا. فغالبًا ما تكون الصفات المثالية للأنوثة هي أشبه بالدمية المكبوتة والتي تتوافق مع صفات لوليتا التي تتكون من شكل رفيع وأرجل طويلة ووجه مثالي.أما الرجولة الكورية يمتلكون ملامح تبدوا اصغر من سنهم ولطيفة وحادة ايضاً.

## السياق التاريخي
بدأ ظهور البوب الكوري الحديث في عام 1992، وقد اكتسب هذا النوع شعبية بحلول عام 1996 أثناء صناعة البوب الكوري، ونضجت حتى منتصف عام 2000، وازدهرت بحلول عام 2010. وعلى الرغم من أن الجمال هو المثل الأعلى دائمًا للثقافة الشعبية الكورية، إلا أن هذه الفترات الزمنية تمثل تحولات في معايير الجمال ومثاليات البوب الكوري. فمثلا في أوائل التسعينيات من القرن الماضي كان الأيدولز شبابًا لطيفا بأجساد ووجوه ممتلئة بشكل فردي لا مجموعات وفقًا لمعايير الجمال الكورية في الثمانينيات. في أعقاب نظام الأيدولز الياباني في الثمانينيات، تم إنشاء مجموعات الأيدولز في أواخر التسعينيات، وغالبًا ما كانت تحاكي فرق الأولاد الغربية مع بعض البراءة والتصرفات الجامحة والجريئة، وهو منتج موجه محلياً. خلال هذا الوقت، قامت لجنة المراجعة بفرض رقابة على جميع مقاطع الفيديو الموسيقية والموسيقى الكورية من أجل المحتوى الجنسي والصريح. ثم تم حل هذه اللجنة في يونيو 1996.
بعد أزمة اقتصادية في عام 1997 ونجاح هذا المنتج المحلي خارج كوريا الجنوبية تحولت البراءة إلى صورة أكثر رومانسية وأكثر تعقيدًا في أوائل العقد الأول من القرن العشرين وقد ساعد هذا التحول في زيادة استخدام مقاطع الفيديو الموسيقية. وبحلول عام 2004 ولد جيل جديد من البوب الكوري في غضون عقد من الزمان، دفع نضج البوب الكوري مدفوعًا بزيادة شعبية مقاطع الفيديو الموسيقية ذات الشعبية الكبيرة إلى تحويل الأيدولزإلى منتج بصري ومادي، وبالتالي تحويل البوب الكوري إلى مقاييس الجمال الحديث مثل الدهون المنخفضة في الجسم، والعضلات الكثيرة، ومقاييس الجسم المثالية.

## قضايا متعلقة بالجنسنة
تعد النظرة الاقتصادية من أهم الدوافع الأساسية لجنسنة البوب الكوري، والذي تجبر الإناث على الالتزام بمقاييس أنثوية عالمية وتجبرالذكورعلى الالتزام بمقاييس رجولية عالمية كذلك.

## النظرة الاقتصادية
لم يكن دخول السوق العالمية للمساعدة في عولمة الثقافة الكورية القابلة للتسويق سوى نتيجة ثانوية للظروف الاقتصادية الكامنة وراء تطور البوب الكوري. لم يتم استقبال البوب الكوري المبكر بشكل جيد، ولكن جاذبيتها ومحليتها أشعلت شغف الجماهير. وقد لاحظ النجاح من قبل عدد قليل من الموسيقيين العاملين في مجال الأعمال التجارية الذين استفادوا سريعًا من الموقف. بدأت تحول البوب الكوري لصناعة في منتصف التسعينيات واستمرت شعبيته في النمو.
ساعد الحفاظ على المحلية أثناء التوسع عالميا (وليس الانصهار في الثقافة المختلفة) ساعد مع منهجية الأيدولز اليابانية والموسيقى الشعبية الأمريكية في تعزيز النجاح داخلياً وخارجيا، وإن كان محدودًا في البداية. [1] أدى النجاح الخارجي الواعد بالتعاون مع الأعمال الموسيقية المتنوعة الموجودة إلى دفع صناعة الموسيقى إلى تسهيل تنويع ما تقدمه الفرق لزيادة النجاح والأرباح. وهذا التنويع يعني تقديم ما يرغب به معظم المستهلكين. يؤدي هذا إلى زيادة أعداد المؤدين لكل مجموعة، وعلى كل فرد يتناسب مع أذواق المستهلكين المختلفة، ويتقن الأداء، ويزيد من جاذبية المجموعة لمختلف الثقافات المستهلكة. لذلك، في المجموعة نفسها يمكن أن يكون هناك فرد يوصف بأنه "good boy/gril"، "bad boy/girl""، لطيف، أو مثير، فيزيد هذا من جاذبية المجموعة بأكملها. بالإضافة إلى ذلك فإن الجمع بين رغبات الثقافة الأمريكية للجنس الفاضح وبين الثقافة الكورية لأجيو (خليط بين اللطافة والبراءة)والثقافة اليابانية لـ"كاواي" وأفكار لوليتا جعلت هناك تفاعلًا معقدًا للجمهور وقامت بإرضاء العديد من للرغبات الخيالية المتنوعة. باتباع هذا المنطق، استثمرت شركات الموسيقى بشكل كبير نقديًا ومؤقتًا في كل مؤدي في محاولة لتكييفه.فكونه مؤدي يحتاج مستوى أساسي من الجاذبية والمهارة.
يأخذ الأمر سنوات من التدريب والالتزام ليتم تشكيل المؤديين حسبما يريد الجمهور أن يرى. فهم محظورون من المواعدة/العلاقات العاطفية ليحافظوا على براءتهم، كما أن لديهم حياة شخصية مفضوحة للعامة وغالبا ما تكون أفعالهم موجهة بنية مسبقة، محاطين دائما بخوف وخجل من زيادة الوزن أو عدم التمكن من الحفاظ على المظهر العام المثالي. ربما يحتاجون لعمليات جراحية تجميلية للوصول للشكل المثالي الجميل المرغوب به. كما أنه مطلوب منهم التواصل مع الجمهور بشكل يرغب فيهم.الكل في البوب الكوري عبارة عن صناعة يقودها الربح. ومن ثم يعامل المؤديين - الأيدولز - مثل الأصنام المصبوبة جيدا من أجل إرضاء رغبات المستهلكين، وغالبا ما تكون هذه الأصنام ذات طابع مختلف كما هو الحال في نظرة الذكور الغربية، وثقافة لوليتا.

## الأنوثة
نظرًا لاعتبار مغنيات البوب الكوري سلعا رئيسية للثقافة في كوريا الجنوبية فمن المتوقع أن تكون مثيرة وجذابة ومستقلة، إلى جانب كونها منتجًا للمجتمع الرأسمالي الكوري الجنوبي الأبوي الذي يريدها أن تكون مستسلمة وبريئة ولطيفة ومحبوبة.ولتحقيق أقصى قدر من الربح والنجاح يجب أن يكون للنجوم الإناث مظهرًا من الغموض. وفي النهاية ينتج هذا الغموض وهو ما يوجد في معظم فرق الإناث في البوب الكوري تقريبا على الرغم أن بعض الفرق قد تنحاز نحو جانب دون آخر.
تؤصل المقاييس الكورية الجنوبية المثالية للأنوثة صورة الأجيو (المرأة اللطيفة البريئة) ولكن بشكل رمزي أو لصورة المرأة الجذابة والمرغوبة ولكن خارج حدود العلاقات الحميمة مما يخلق صورة من الرقة والهشاشة للأيدولز مع إبقائهم غامضين وجذابين ولعوبين تعبر الأنثيغالبًا تحت فكرة الدمية الأسيوية مما يجعلها مناسبة للفكرالآسيوي.
هذا ينطبق بشكل جيد للغاية على أيدولزالبوب الكوري الإناث المجملات جراحيا. وهو أمر يمكن أن تواجهه مغنيات الأيدول عندما يستغلهم أصحاب عملهم جنسيا. تلعب ثقافة الدمى (Dollficiation) دورًا في رغبة اليابانيين في الحصول على كاواي (فتاة بريئة): فالدمى لطيفة بطبيعتها.

## الرجولة
بالتوازي مع الأيدولز الإناث، هم يساهمون محاولة لتحقيق أقصى قدر من الربح ولكن بهدف تحسين استهداف الجماهير المتنوعة، فإنهم غالبًا ما يظهرون بعض الرجولة والجمال معبرين عن مظاهر رجولة غير كورية يمكن أن تتكون صفات الرجولة الكورية (المهيمنة) من السلطة الأبوية والصفات الرجولية الكونفوشيوسية التقليدية والعنف.على النقيض من ذلك، تحتوي الرجولة غير الكورية على قدر من الجاذبية العالية إلى الأناقة. يفرض هذا الانقسام على الفرق أن تكون ذات عضلات ولياقة بدنية عالية، قوية، مع إضافة الرقة والبراءة في عرضها. وينتج عن هذا رجولة عالمية.
يظهر كلا من الرجولة الناعمة - يطلق عليها «أولاد الزهور» - ورجولة عنيفة - «وحوش الأيدولز» - ، في فرق البوب الكوري، ولكن حتى أعنف فرق البوب الكوري تحافظ على جاذبية عالمية. الملامح الرئيسية لرجولة البوب الكوري هي العضلات والأفعال / الشخصيات الطفولية البريئة يمكن أن تعتبر العضلات المحددة جيدًا، وإن كانت زائفة، علامة على كل من القوة الفردية في استجابة للحركات النسوية ورغبات الإناث الكوريات القومية. يتضح هذا من خلال فكرة «سعر الجسد» (momgap) التي تساوي بين جاذبية الرجل وقيمته، مع كون "chocolate abs" هي أكثر السمات المرغوبة. وكما دون أستاذ الدراسات الكورية أوه إنغيو من جامعة كوريا في سيول، «رجل بدون عضلات محددة جيدًا، وست عضلات بطن ذات شكل محدد وابتسامة جذابة لن ينجح لوقت طويل.» كما قالت سارة لونج «الهدف النهائي لصناعة البوب الكوري؟ بيع صورة للفتيات الصراخات وسط الجمهور.»'